# Aspidotis meifolia
Aspidotis meifolia là một loài thực vật có mạch trong họ Adiantaceae. Loài này được (D.C. Eaton) Pic. Serm. miêu tả khoa học đầu tiên năm 1950.